# Mario Urteaga Alvarado
Mario Urteaga Alvarado (Cajamarca, 1 de abril de 1875 - ibídem 12 de junio de 1957) fue un pintor peruano. Primero trabajó como periodista, administrador y profesor. Sin embargo, pasó a la pintura al óleo casi a la edad de 30 años. Se le descubre muy tardíamente, en Lima, hacia 1934. Pero su obra era apreciada por los habitantes de Cajamarca desde los umbrales de ese siglo.

## Biografía
Nació el 1 de abril de 1875 en la ciudad de Cajamarca. Sus padres fueron Juan Nepomuceno Urteaga García y Francisca Alvarado. Estudió en el Colegio "San Ramón" de Cajamarca y luego viajó a Lima, donde se desempeñó como docente en el "Instituto Chalaco". En 1912, regresó a Cajamarca y contrajo matrimonio con Elena de la Rocha, dedicándose entonces a las labores agrícolas en el fundo de su propiedad junto a Santiago Potosí Ocas; también temporalmente, a labores de docente en el antiguo colegio recoletano de "San Ramón".
Se presentó por primera vez en Lima, con una exposición que motivó la atención en el ambiente cultural de 1934, luego intervino en una exposición - concurso en Viña del Mar (Chile), celebrada en 1936, en la que fue premiado junto con Camilo Blas y otro insigne pintor cajamarquino.
Fue el primer pintor peruano en tener una obra en la colección permanente del "MOMA" de New York.
A diferencia de sus colegas indigenistas, formados en la Escuela Nacional de Bellas Artes de Lima, Urteaga fue un artista autodidacta y desarrolló la labor central de sus pinturas en Cajamarca. Esta circunstancia contribuyó a dar forma a la imagen del artista como producto tópico espontáneo de su entorno y proyectar una percepción ambivalente de su trabajo, a veces clasificado como no-académico y como una manifestación del indigenismo independiente. Con una mezcla de clasicismo y naturalidad, era fascinante para el espectador de su tiempo, escenas campesinas cuidadosamente compuestas por el artista que parecían encarnar el extremo periférico de las aspiraciones nacionalistas de toda una generación que Urteaga logró mostrar al mundo "los indios más indios que jamás se han pintado", según concluye de Teodoro Núñez Ureta. La realidad de su obra y su vida, sin embargo, es mucho más contradictoria y compleja.
En sus imágenes la congoja, el milenario cansancio y el incesante trajinar el pueblo indígena queda retratado con ese mismo espíritu que vemos agolparse en el pecho del hombre indio, en sus mujeres laboriosas y en esa búsqueda incansable por una mejor existencia. La ira contenida, el sabor masticado de la hoja de coca parece advertirse en esos rostros de mirada profunda e inquietante. Pero sobre todo, el sentido de soledad en medio de la imponente presencia de la cadena andina.
Su espontaneidad y la actualidad son una reminiscencia de las caricaturas de Pancho Fierro, sin embargo, su representación de los pueblos indígenas del Perú y su vida cotidiana es pensada. Él es considerado el primer pintor que retrata los indios sin mostrarse condescendiente, como puede verse en "los Creadores de Adobe" (1937, priv. Col.) Y "retorno de los campesinos" (Lima, Mus. A.). Una exposición de su obra se celebró en el Banco de la Nación, Lima, en 1989. Según Fernando Silva Santisteban: "Mario Urteaga, es uno de los pintores peruanos más sugerentes y originales y representa un valor muy particular en el panorama de la pintura moderna de Latinoamérica, su arte nace libre y espontáneo como una flor silvestre, lejos de toda afectación anecdótica... Hizo del indígena cajamaquino el motivo esencial de su pintura; vivió cerca de él y lo pintó con afecto y comprensión profundamente humana..."
Falleció en Cajamarca el 12 de junio de 1957.

## Obras pictóricas
La mayor parte de su producción se encuentra dispersa en colecciones privadas; se halla representada en el museo de Arte de Lima y en el museo de New York. Entre sus obras pictóricas más importantes destacan: 
- La riña
- Entierro en Cajamarca
- Hermana de la caridad
- Corazón de Jesús
- La trilla
- La saca de papas
- Hogar
- La siembra
- La fiesta
- Lavanderas chetllanas
- Pedida de mano
- Lechera (El beso)
- Fiesta campesina
- Plisando el anaco
- Los borrachos
- El idilio
- Matrimonio en Cajamarca
- Landaruto (corte de pelo)
- Captura del abigeo
- Descendimiento
- La procesión de San Lucas de Otuzco
- Maternidad